# Hamza Alić
Hamza Alić (20 gennaio 1979) è un pesista bosniaco.

## Palmarès
| Anno | Manifestazione          | Sede           | Evento         | Risultato      | Misura  | Note                                     |
| ---- | ----------------------- | -------------- | -------------- | -------------- | ------- | ---------------------------------------- |
| 1998 | Mondiali juniores       | Annecy         | Getto del peso | 16º (q)        | 15,98 m |                                          |
| 2005 | Giochi del Mediterraneo | Almería        | Getto del peso | Bronzo         | 19,49 m |                                          |
| 2005 | Mondiali                | Helsinki       | Getto del peso | 24º (q)        | 18,77 m |                                          |
| 2006 | Mondiali indoor         | Mosca          | Getto del peso | 17º (q)        | 18,42 m |                                          |
| 2007 | Mondiali                | Osaka          | Getto del peso | Qualificazione | nm      |                                          |
| 2008 | Mondiali indoor         | Valencia       | Getto del peso | 9º             | 20,00 m |                                          |
| 2008 | Olimpiadi               | Pechino        | Getto del peso | 17º (q)        | 19,87 m |                                          |
| 2009 | Europei indoor          | Torino         | Getto del peso | 11º            | 19,41 m |                                          |
| 2009 | Giochi del Mediterraneo | Pescara        | Getto del peso | Argento        | 20,05 m |                                          |
| 2009 | Mondiali                | Berlino        | Getto del peso | 7º             | 20,00 m |                                          |
| 2011 | Europei indoor          | Parigi         | Getto del peso | 9º             | 19,60 m |                                          |
| 2011 | Mondiali                | Taegu          | Getto del peso | 17º (q)        | 19,70 m |                                          |
| 2012 | Mondiali indoor         | Istanbul       | Getto del peso | 20º (q)        | 18,80 m | Miglior prestazione personale stagionale |
| 2012 | Europei                 | Helsinki       | Getto del peso | 17º (q)        | 19,03 m |                                          |
| 2013 | Europei indoor          | Göteborg       | Getto del peso | Argento        | 20,34 m | Miglior prestazione personale            |
| 2013 | Giochi del Mediterraneo | Mersin         | Getto del peso | Bronzo         | 19,69 m |                                          |
| 2013 | Mondiali                | Mosca          | Getto del peso | 19º (q)        | 19,18 m |                                          |
| 2014 | Europei                 | Zurigo         | Getto del peso | 19º (q)        | 19,36 m |                                          |
| 2015 | Europei indoor          | Praga          | Getto del peso | Qualificazione | nm      |                                          |
| 2015 | Mondiali                | Pechino        | Getto del peso | 28º (q)        | 18,62 m |                                          |
| 2016 | Europei                 | Amsterdam      | Getto del peso | 13º (q)        | 19,61 m |                                          |
| 2016 | Olimpiadi               | Rio de Janeiro | Getto del peso | 26º (q)        | 19,48 m |                                          |
| 2017 | Mondiali                | Londra         | Getto del peso | 32º (q)        | 18,95 m |                                          |
| 2018 | Giochi del Mediterraneo | Tarragona      | Getto del peso | Oro            | 20,43 m | Miglior prestazione personale stagionale |
| 2018 | Europei                 | Berlino        | Getto del peso | 20º (q)        | 19,34 m |                                          |